# Bang của Palau
Palau được chia thành mười sáu bang (trước đây là khu tự quản) với các cơ quan lập pháp riêng.

## Danh sách
| Bang              | Thủ phủ      | Diện tích (km²) | Dân số (điều tra 2015) |
| ----------------- | ------------ | --------------- | ---------------------- |
| Bắc Babeldaob     |              |                 |                        |
| Kayangel          | Kayangel     | 3               | 54                     |
| Babeldaob         |              |                 |                        |
| Aimeliik          | Mongami      | 52              | 334                    |
| Airai             | Ngetkib      | 44              | 2.455                  |
| Melekeok          | Melekeok     | 28              | 277                    |
| Ngaraard          | Ulimang      | 36              | 413                    |
| Ngarchelong       | Mengellang   | 10              | 316                    |
| Ngardmau          | Urdmang      | 47              | 185                    |
| Ngeremlengui      | Imeong       | 65              | 350                    |
| Ngatpang          | Ngereklmadel | 47              | 282                    |
| Ngchesar          | Ngersuul     | 41              | 291                    |
| Ngiwal            | Ngerkeai     | 26              | 282                    |
| Tây nam Babeldaob |              |                 |                        |
| Angaur            | Ngaramasch   | 8               | 119                    |
| Koror             | Ngerbeched   | 65              | 11.444                 |
| Peleliu           | Kloulklubed  | 13              | 484                    |
| Quần đảo Tây Nam  |              |                 |                        |
| Hatohobei         | Hatohobei    | 3               | 25                     |
| Sonsorol          | Dongosaru    | 3               | 40                     |